# Magicicada neotredecim
A Magicicada neotredecim a rovarok (Insecta) osztályának félfedelesszárnyúak (Hemiptera) rendjébe, ezen belül az énekeskabóca-félék (Cicadidae) családjába tartozó faj. Egyike a 13 évenként előjövő fajoknak.
Eddig ez a legfrissebben leírt Magicicada-faj. Habár minden tizenhárom évenként előjön és az emberek látják, az önálló faji mivolta rejtély volt, mivel azonosnak tartották, a szintén 13 évenkénti Magicicada tredecimmal. A két fajt a mitokondriális DNS és a cirpelések erőssége különbözteti meg.

## Előfordulása
A Magicicada neotredecim előfordulási területe az Amerikai Egyesült Államok keleti felén van.

## Megjelenése
Habár a 13 évenként előjövő fajok közé tartozik, úgy tűnik, hogy inkább a 17 évenkénti Magicicada septendecim nevű fajjal áll közelebbi rokonságban. Amint a rokonának, a szóban forgó kabócának is, fekete tora, vörös szemei és vöröses árnyalatú, nagy, erezett szárnyai vannak, a cirpelése pedig nagyon erős.

## Szaporodása
A lárva 13 évet tölt a talajban, a fák gyökereinek nedveivel táplálkozva. A tizenhárom év leteltével kimászik a földből és egy utolsó vedlés után, átalakul imágóvá. Az imágó egyetlen célja a szaporodás. Ez a hosszú rejtőzködésben töltött idő, és az egyszerre több millió számban előbúvó rovar, valószínűleg a ragadozók által okozott vesztességeket hivatottak csökkenteni.

## Fordítás
- Ez a szócikk részben vagy egészben  a   Magicicada neotredecim című angol Wikipédia-szócikk ezen változatának fordításán alapul.  Az eredeti cikk szerkesztőit annak laptörténete sorolja fel. Ez a jelzés csupán a megfogalmazás eredetét és a szerzői jogokat jelzi, nem szolgál a cikkben szereplő információk forrásmegjelöléseként.